# Cendono (Kandat)
Cendono is een bestuurslaag in het regentschap Kediri van de provincie Oost-Java, Indonesië. Cendono telt 4324 inwoners (volkstelling 2010).